# Kirche von Lokalahti

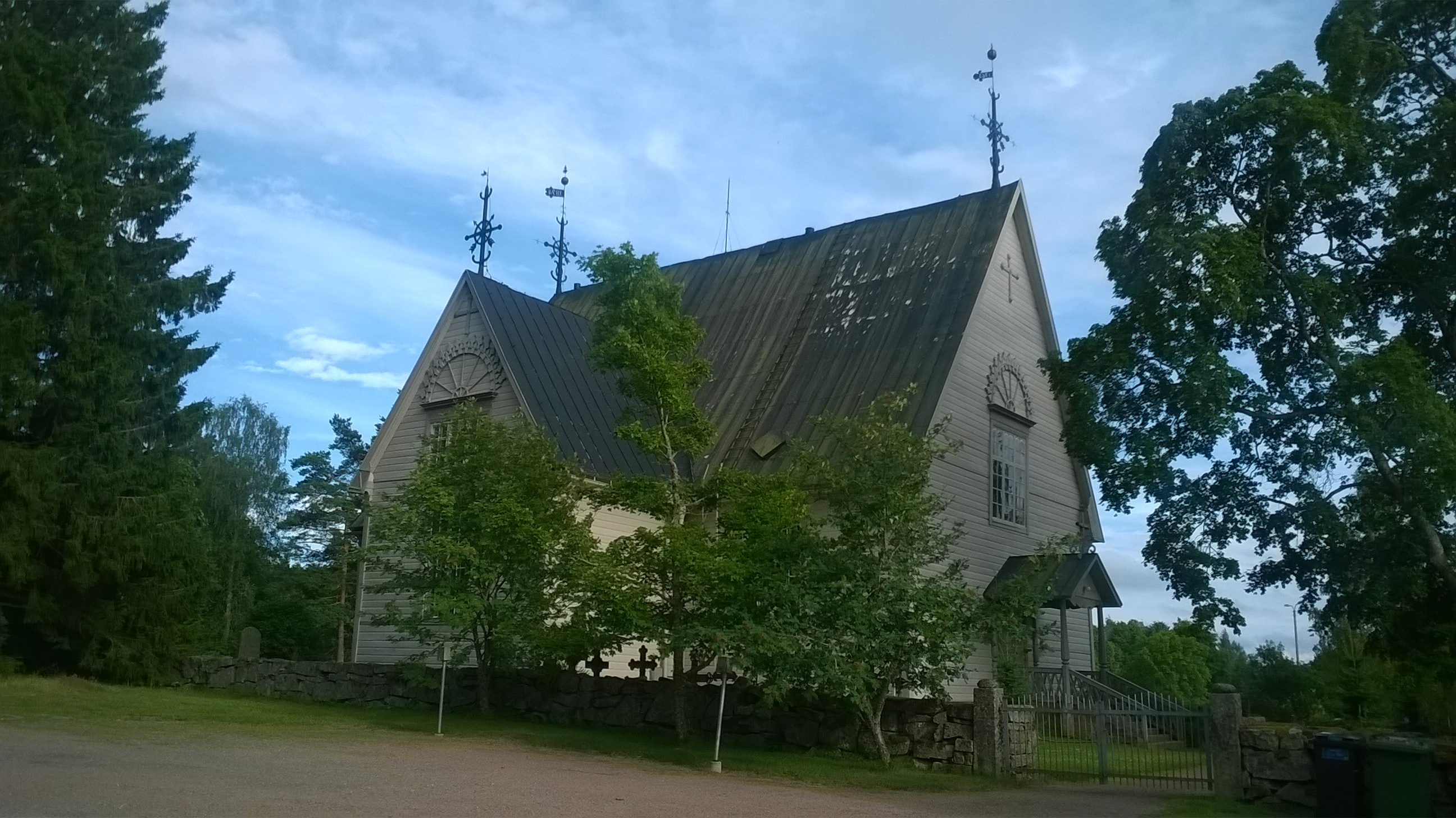
Kirche von Lokalahti

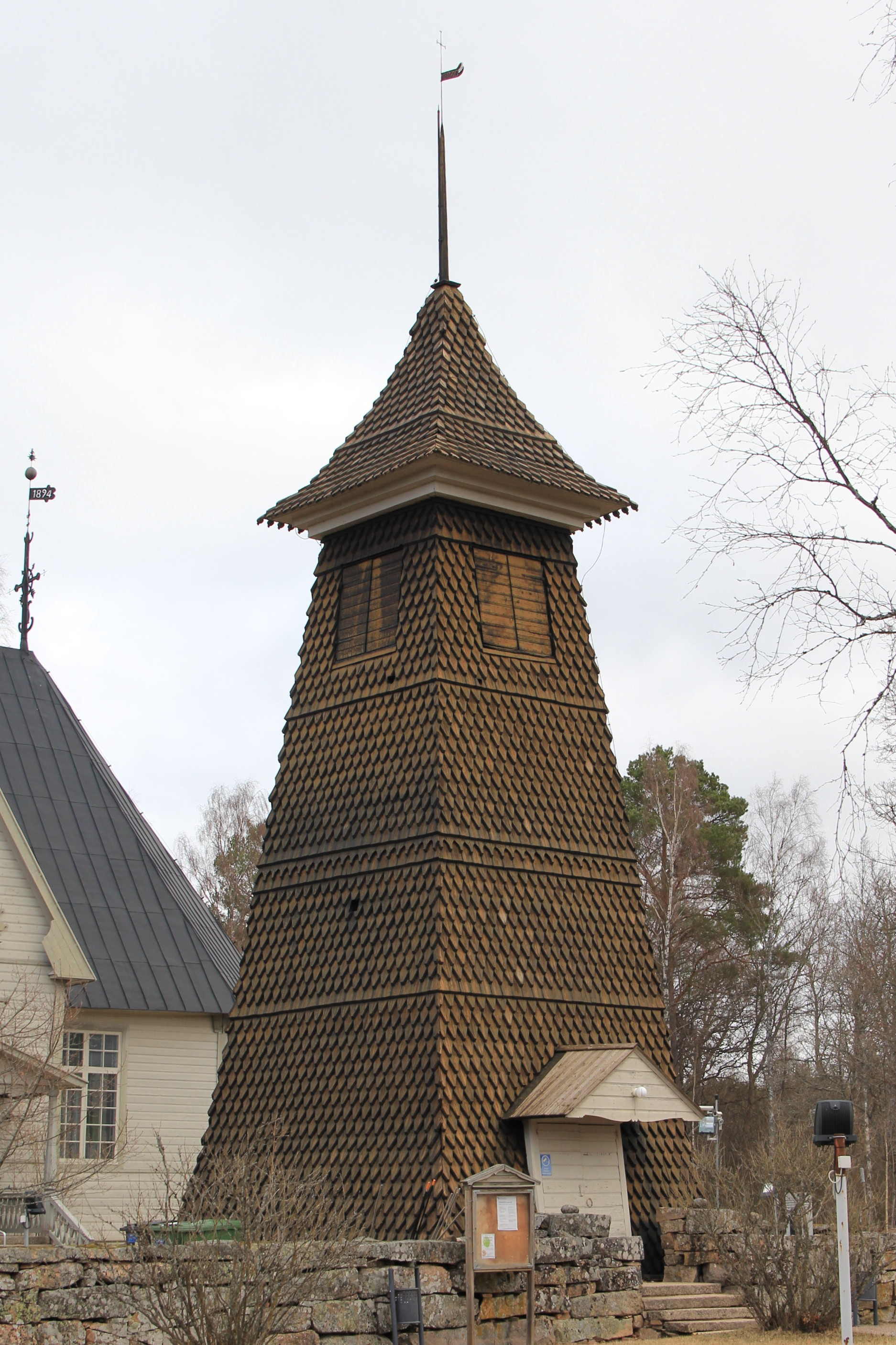
Kirchturm von Lokalahti

Die evangelisch-lutherische Kirche von Lokalahti befindet sich in dem gleichnamigen Ortsteil von Uusikaupunki in Finnland.

## Geschichte
Es wird vermutet, dass Lokalahti im frühen Mittelalter der Kirchplatz der schwedische Besiedlung in Vehmaa war. Lokalahti hatte wahrscheinlich eine Kapelle, nachdem die christianisierten Schweden um das Jahr 1000 sich hier niedergelassen hatten. Das erste Heiligtum von Lokalahti wurde Wikingerkirche genannt. Die heutige Kirche wird vermutlich auf dem gleichen Platz stehen wie das erste Heiligtum.
1490 weihte Bischof Maunu Särkilahti den Friedhof und die Gutsherren Gunnar Eilifinpoika und Albrekt Henrikinpoika Görszhagen bauten eine Kapelle, die St. Katharina geweiht wurde. Sie stand auf dem Platz der heutigen Kirche. Die Gestalt dieser Kapelle ist nicht bekannt, aber viele der Holzskulpturen in der heutigen Kirche stammen aus der alten Kapelle.
1639 wurde auf dem Platz eine neue Holzkirche gebaut, weil die alte Kapelle wahrscheinlich baufällig war.  Zur gleichen Zeit wurde Lokalahti zum ersten Mal eine unabhängige Kirchengemeinde. Die Unabhängigkeit endete 1691, als Lokalahti Teil der Kirchengemeinde von Vehmaa wurde.
Die heutige Kirche wurde nach Plänen von Joh. Höckert aus Lappi aus Rauma gebaut. Sie entstand 1763. Das Innere wurde von Gabriel Prychteen gemalt, als die Kirche 1769 fertiggestellt war.
Die wichtigsten Reparaturen wurden 1857 nach Plänen des Kreisarchitekten G.Th.P.Chiewitz und 1950 von Totti Sora durchgeführt. Die letzten Veränderungen im Inneren erfolgten 1990. Im Frühjahr 2008 wurde die Veränderung der Apsis fertig. Einige schon gewohnte Dinge wurden entfernt, wie das Kreuz des Sieges. Einige neue und alte Dinge kamen zurück, zum Beispiel das Kreuz im bäuerlichen Stil, das 1835 für die Kirche erworben worden war, und der Altar der Vorgängerkirche aus dem frühen 18. Jahrhundert.
Die äußere Farbgestaltung der Kirche wurde oft erneuert. Die Kirche war zweimal rot gestrichen. 1904 wurde die Kirche grau angestrichen und später in einem grünen Ton. Das Schindeldach wurde 1926 entfernt und durch ein Zinndach ersetzt. Im Sommer 2006 wurde das Äußere der Kirche in einer der früheren Farben renoviert.

## Ausstattung

### Kanzel
Die Kanzel der heutigen Kirche wurde womöglich aus dem Holz der alten Kapelle gefertigt. Sie wurde um 1639 fertig. 1768 wurde sie aussortiert, aber 1861 wieder in Gebrauch genommen. Die Skulpturen der Kanzel zeigen den Erlöser, Johannes, Petrus und eine Heilige aus dem Mittelalter, die vermutlich St. Katharina ist.

### Altarbild
Nach historischen Unterlagen wurde ein Altarbild 1774 von Uusikaupunki für 200 Taler gekauft. Nach der Renovierung um 1860 der Kirche wurde es in der Sakristei aufbewahrt. Unter dem heutigen Altarbild, das das Abendmahl zeigt, scheint ein anderes Gemälde durch, das auf 1651 datiert werden kann. Das aktuelle Bild wurde auf einer neuen Leinwand befestigt, weil das Bild darunter in einem feuchten Schuppen aufbewahrt worden war. Es kam 2008 wieder auf seinen ursprünglichen Platz.

## Kirchturm
Der hölzerne Kirchturm ist viel älter als die heutige Kirche, wahrscheinlich aus dem 16. Jahrhundert. Die schwedische Form des Turms ist aus dem Mittelalter. An der größten Glocke findet sich folgender Text: „Anno 1691. Ehre gehört nur Gott“. Die kleinere Glocke ist von 1866. Bis Pfingsten 2008 wurden die Glocken mit der Hand geläutet.

## Friedhof
Die Kirche ist vom Friedhof umgeben, der zuletzt in den Jahren 1833 und 1868 vergrößert wurde. Er von einer Mauer aus großen Felsblöcken eingefasst, die 1833 errichtet wurde. Der Torbogen ist auf der Südseite gegenüber vom Glockenturm. 1919 wurde aus Felsblöcken eine Treppe gebaut mit Zugängen zum westlichen Teil der südlichen Mauer und zur Südwestseite. Vor 1830 war der Friedhof bedeutend kleiner und die Zäune waren aus Holz.